# بیتلی

لوگوی بیتلی

بیتلی یک سرویس کوچک کننده لینک است. 
بیتلی که از سال ۲۰۰۸ و در نیویورک تأسیس شد و ماهانه بیش از ۶۰۰ میلیون لینک را کوتاه می‌کند.